# 字一色
字一色是手牌中全由字牌組成，不計對對胡。香港麻雀屬於例牌10番、臺灣麻將16台、港式台牌為100番、日本麻雀為役滿。

## 概要
可以使用7種的字牌中的5种组成对对和的形式，在日本麻雀中也可以使用全部7種做成七对子的形式。基本上是通过碰牌达成对对和的形式。开始时能摸到的字牌的数量对能否达成字一色影响巨大。因为可以碰牌，所以可能比较早的听牌，但是碰的牌过于华丽，容易引起对手的警戒。日本牌可能和四喜和、大三元複合，成為雙役滿。和四暗刻複合的情况非常稀少。

## 例子
普通的字一色情況：
字一色最普遍的情況，以單獨役滿和牌
聽。
複合役滿情況：
字一色偶有出現與大小四喜、大小三元復合出現的情況，但也有很低的機會會與坎坎胡一同複合和牌。
和的雙碰聽牌。和四喜和的複合，如果是北的話成為大四喜字一色，白的話小四喜字一色。
大七星、七福星：不計七對子
為字一色最罕見的情況，以七種字牌七對子的情況和牌，出現機率與最難出現的十八羅漢基本相當
聽。
由於大七星過高到幾乎看不到的和牌難度，很多規則下會將大七星破格計為雙倍役滿。(在採用此規則的場合，役滿役的四槓子有時亦會共同破格視為雙倍役滿)